# Ozrenka Majstorović Ilić
Ozrenka Majstorović Ilić (Kladanj, 9. maj 1960 — Beograd, 13. septembar 2004) bila je srpska slikarka.

## Biografija
Školu za primenjenu umetnost, u trajanju od pet godina, završila je u Sarajevu 1980. godine. Akademiju likovnih umetnosti završila je 1984. u Sarajevu, a 1985. diplomirala u klasi profesora Milivoja Unkovića.
U industriji odeće "Prvi maj" Pirot radila je kao modni kreator od 1885. sve do 2000. godine. Često je odlazila na studijska putovanja kao modni kreator u Italiju, Grčku, Nemačku i Francusku. Upisala je magistarske studije na Fakultetu likovnih umetnosti u Beogradu, odsek grafika 14.oktobra 1987. ali ih nije završava zbog mnogobrojnih obaveza.
Na funkciji direktora galerije "Čedomir Krstić" u Pirotu je bila od 2001. do 2004. godine. Tokom svog stvaralaštva imala je mnogobrojne samostalne i kolektivne izložbe.
Ozrenka Majstorović-Ilić bila je član DLUP-a Pirot, ULUS-a i Niškog grafičkog kruga. Dobitnica je mnogobrojnih priznanja.
Nakon teške bolesti 2004. godine preminula je na onkologiji u Beogradu.

## Samostalne izložbe
- Izložba u prostoru IO "Prvi maj" Pirot 1985.godine.
- Galerija Doma kulture Pirot 1987. godine.
- Dom kulture Negotin 1996. godine.
- Galerija Pirot 1996. godine.
- Gradska galerija Dimitrovgrad 1997. godine.
- Izložba slika Modna kuća "Prvi maj" Beograd, 1989. godine.
- Umetnički maraton Pirot, 1989. godine.
- Majerova vila, Šoštanj, Ljubljana 1989. godine.
- Galerija "Sunce" Beograd 1993. godine.
- Galerija Narodnog univerziteta Vranje 2004. godine.
- Gradska galerija Smederevo 2004. godine.
- Galerija "Čedomir Krstić" 2004. godine.

## Kolektivne izložbe
- Izložba Studenata ALU Sarajevo, Maglaj 1982. godine.
- Novi članovi ULUS-a Beograd,1987. godine.
- Izložba "Male grafike" Beograd –grafički kolektiv 1991/1997/1999/2000,
- Decembarski susreti, 1998. godine.
- Izložba likovne kolonije "Lanac prijateljstva"
- 6. Kolonija Tivat, jun 1997. godine.
- 7. Kolonija Žabljak, jun 1997. godine.
- 8. Kolonija Tivat ,avgust 1997. godine.
- 9. Kolonija Veternik, 1999. godine.
- 10. Kolonija Vlasina, 1998. godine.
- 11. Kolonija Tivat, 1998. godine.
- 12. Kolonija Žabljak, 1998. godine.
- Stara kapetanija, Zemun, 2002. godine.
- "Lanac prijateljstva" Tivat, 2001. godine.
- "Pirot nekad i sad" 2003.
- III, IV, V, VI Majska izložba Pirot, 1990/93./96./2002.godine.
- 20, 24, 25, 26, 27- Godišnja izložba DLUP-a Pirot 1996/2000/2002/2003. godine.
- Godišnja izložba ULUS-a jugoistočne Srbije, Niš ,Pirot 2001. godine.
- Vidovdanski salon likovnih umetnika južne Srbije, Leskovac, Niš, Prokuplje, Dimitrovgrad 2003. godine.
- Izložba DLUP-a Pirot, Prokuplje, Vranje 2003. godine.
- Izložba Likovne kolonije Vranje 2003. godine.
- Vidovdanski salon likovnih umetnika južne Srbije –Pirot, Dimitrovgrad, Prokuplje, Vlasotince 2004. godine.

## Spoljašnje veze
- Sloboda Pirot: Pirot nije bio kasaba